# Die zwei
die zwei ist eine wöchentlich erscheinende Programmzeitschrift, die zur Mediengruppe Klambt gehört. Zum 1. Januar 2014 übernahm die Funke Mediengruppe für 920 Millionen Euro von der Axel Springer AG mehrere Zeitungen und Zeitschriften. Um die Auflagen des Bundeskartellamtes zu erfüllen, musste sich die Funke Mediengruppe von den Programmzeitschriften Funk Uhr, Bildwoche, TV Neu und die zwei trennen, die an die Mediengruppe Klambt gingen.

## Inhalt
die zwei positioniert sich an der Schnittstelle zwischen Frauen- und Programmzeitschrift. Neben dem aktuellen Fernsehprogramm liegt der redaktionelle Fokus auf klassischen Inhalten der Regenbogenpresse wie Stars & Sternchen, Adelsgeschichten, Rezepten und Ratgeberthemen.

## Zahlen & Fakten
Zielgruppe sind Frauen zwischen 30 und 59 Jahren, das Durchschnittsalter liegt laut MA 2011/I bei 56,6 Jahren.
die zwei hat eine wöchentliche verkaufte Auflage von 42.736 Exemplaren, davon 7500 Exemplare im Abo. Der Einzelpreis betrug (Stand 2013) 1,10 €, 2022 liegt er bei einem Euro. Chefredakteur ist Carsten Pfefferkorn.